# Sommer-Paralympics 2012/Teilnehmer (Dänemark)
| stlisierte Goldmedaille | stlisierte Silbermedaille | stlisierte Bronzemedaille |
| ----------------------- | ------------------------- | ------------------------- |
| 1                       | —                         | 4                         |

Dänemark entsandte zu den Paralympischen Sommerspielen 2012 in London eine aus 28 Sportlern bestehende Mannschaft. Vom Behindertensportverband Dansk Handicap Idræts-Forbund wurde als Fahnenträger bei der Eröffnungszeremonie der Tischtennisspieler und Goldmedaillengewinner von 2008, Peter Rosenmeier (* 1984), ausgewählt, für den es bereits die dritte Paralympics-Teilnahme in Folge ist. Den Dannebrog bei der Abschlusszeremonie hielt der Schwimmer Jonas Larsen, der während der Spiele fünf persönliche Bestzeiten schwamm und in seiner Klasse einen neuen Landesrekord über 100 m Freistil aufstellte. Für den Verband entsprach die Ausbeute von fünf Medaillen einem akzeptablen Niveau, auch wenn vor den Spielen sieben Medaillen für möglich gehalten worden waren.

## Medaillen
| Medaille | Teilnehmer               | Disziplin      | Wettbewerb              | Datum             |
| -------- | ------------------------ | -------------- | ----------------------- | ----------------- |
| Gold     | Jackie Tony Christiansen | Leichtathletik | Kugelstoßen F44         | 31. August 2012   |
| Bronze   | Daniel Wagner Jørgensen  | Leichtathletik | Weitsprung F42          | 31. August 2012   |
| Bronze   | Peter Rosenmeier         | Tischtennis    | Herreneinzel Klasse 6   | 2. September 2012 |
| Bronze   | Annika Lykke Dalskov     | Reiten         | Dressurreiten Grade III | 2. September 2012 |
| Bronze   | Annika Lykke Dalskov     | Reiten         | Kür Grade III           | 4. September 2012 |

### Erfolgsprämien
Team Danmark beschloss vor den Spielen, die Erfolgsprämien der Paralympics-Medaillengewinner zu erhöhen: und zwar auf 50.000 DKK für eine Goldmedaille und 17.500 DKK für eine Bronzemedaille (35.000 DKK wären es für eine Silbermedaille gewesen).

## Teilnehmer nach Sportart

### Goalball
Frauen:
- Karina Jorgensen
- Maria Larsen
- Mette Praestegaard Nissen
- Kamilla Ryding
- Elisabeth Weichel

### Leichtathletik
Frauen
- Marianne Maiboll

Männer
- Mikael Andersen
- Jackie Christiansen
- Jacob Dahl
- Ronni Jensen
- Daniel Wagner Jørgensen

### Radsport
Männer:
- Thomas Gerlach
- Alan Schmidt

### Reiten
Frauen:
- Annika Dalskov
- Line Thorning Jørgensen
- Caroline Nielsen
- Liselotte Rosenhart
- Susanne Sunesen

### Schießen
Frauen:
- Berit Gejl

Männer:
- Jonas Andersen

### Schwimmen
Frauen
- Amalie Vinther

Männer:
- Lasse Winther Andersen
- Mikkel Asmussen
- Jonas Larsen
- Niels Korfitz Mortensen
- Kasper Zysek

### Segeln
Männer:
- Jens Als Andersen

### Tischtennis
Männer:
- Peter Rosenmeier